# Бирена подложка
Бирената подложка, известна и като бирдекел (на немски: Bierdeckel), биркостер (на английски: beer coaster) или бирмат (на английски: beermat) e пресована картонена поставка, която се поставя под бирената чаша или халба, за да предотврати попадането на бира и на влага, която се кондензира по външната страна на чашата, върху масата или покривката. Бирените подложки се изработват от специален хигроскопичен картон с дебелина от 0,9 до 2,5 мм, и тегло от 5 до 10 г. Те са изделие за еднократна употреба. Формата им обикновено е кръгла (с диаметър 107 мм) или квадратна със заоблени ъгли. Върху бирените подложки се отпечатва реклама на съответна марка бира, питейно заведение, спортни или културни мероприятия и др. Освен от картон подложките могат да се изработват от кожа, текстил, пластмаса, стъкло, метал и др.материали, като в тези случаи те са предназначени за многократна употреба и имат по скоро декоративни, отколкото практични цели.

## История
Както следва и от етимологията на думата, бирдекелът първоначално се използва за покриване на биренета чаша (на немски: Bierdeckel – бирен похлупак). Бирдекелите се разпространяват в Европа през XIX век, когато по-заможните граждани са могли да си позволят бирени чаши с оловни или сребърени похлупаци, които пазели пивото от насекоми, листа и други падащи предмети. На по-бедните бирата се сервира с плъстен похлупак от филц, когато пивото се употребявало на открито. На закрито плъстената поставка се поставяла под чашата, за да попие излишната пяна и разлятата бира.
Бирената подложка в нейния сегашен вид от картон започва да се произвежда през 1880 г. в Магдебург, Саксония. През 1892 г. Роберт Шпут от Дрезден регистрира патент № 68499 за изобретения от него нов метод за производство на бирени подложки. Той наливал полутечна каша от хартия в специални форми и ги изсушавал за една нощ. Подложките били с диаметър 107 мм и дебелина 5 мм. Добре поемащите влагата и хигиенични еднократни картонени подложки се разпространяват бързо и изместват използваните дотогава поставки от филц.
Върху поставките започват да нанасят различни изображения, но ги отпечатвали върху всяка поставка отделно, след нейното изрязване. Тази технология се прилага до 1920-те години, докогато печатът е едноцветен. През 1970-те години започва прилагането и на офсетния печат, при който първо се отпечатва целия лист, и едва тогава от него се изрязват поставките.

## Тегестология
Тегестология (на латински: tegetis – килимче) е термин, който обозначава колекционирането на бирени подложки. Това хоби е особено популярно в Германия.
През 1958 г. в Германия е учредено Международно дружество на колекционерите на бирена атрибутика, вкл. на бирдекели – IBV (на немски: Internationaler Brauereikultur-Verband e.V.). През 1960 г. е създадено и Британското сдружение на колекционерите на бирени поставки – BBCS (на английски: The British Beermat Collectors Society). Други известни сружения, свързани с тегестологията са Южно-австралийският клуб на колекционерите на поставки (на английски: South Australian Coaster Collectors Club) и Клубът на колекционерите на поставки от Нови Южен Уелс (на английски: New South Wales Coaster Collectors Club).
През 2010 г. е създадена световната колекционерска организация за бирена атрибутика – Brewery Collectibles World Convention – BCWC. Българският представител в нея е Обществото на колекционерите на бирени артикули в България.
Най-големият (известен) колекционер в България е Огнян Аспарухов с близо 20 000 броя от цял свят, от които около 500 български.